# Serhiy Biloushchenko
Serhiy Okhrimenko Biloushchenko (en ukrainien : Білоущенко Сергій Олександрович), né le 16 septembre 1981 à Chaplynka, est un rameur ukrainien.
Il remporte la médaille de bronze lors des Jeux olympiques d'été de 2004 avec Serhiy Hryn, Oleh Lykov, et Leonid Shaposhnykov.